# Bombus consobrinus
Bourdon cousin
Espèce
Bombus consobrinus, le Bourdon cousin, est une espèce de bourdons du sous-genre Megabombus.

## Distribution
Cette espèce paléarctique boréale se rencontre en Scandinavie et en Russie.

## Description
Ce bourdon est grand, avec le thorax et la partie antérieure de l'abdomen de couleur orange, suivie d'une bande noire ; l'extrémité de l'abdomen est grise,.

## Comportement
Ce bourdon butine principalement les fleurs d'aconits, notamment celle d'Aconitum spetentrionale, bien qu'il soit peu strict. 

## Espèce proche
Par sa morphologie et son écologie, le Bourdon cousin est très proche du Bourdon des aconits. Cette dernière est inféodées aux hautes montagnes européennes et à l'Aconit tue-loup.

## Synonymie
Bombus consobrinus a pour synonymes :
- Bombus przewalskiellus (Skorikov, 1933)
- Bombus solowiyofkae Matsumura, 1911
- Bombus yezoensis Matsumura, 1932
- Hortobombus przewalskiellus Skorikov, 1933